# 三陸ジオパーク
三陸ジオパーク（さんりくジオパーク、英: Sanriku Geopark）は、青森県・岩手県・宮城県の太平洋沿岸に広がる三陸海岸のうち、かつての陸中海岸国立公園等に所在する16市町村をテリトリーとするジオパークである。
2013年（平成25年）9月24日に日本ジオパークに認定された（ユネスコ世界ジオパークには未認定）。

## テーマと特徴
テーマは、｢五億年前からの時を刻み、今を生きる｣である。
2011年の東北地方太平洋沖地震により発生した津波などによる東日本大震災を背景に、「繰り返される災害に立ち向かい、将来に備える」ことが重視されている。また、「地球規模の大地の成り立ち・変遷を知る・体感する」ことや、「豊かなジオの資源と人々の暮らし」も、三陸ジオパークの特徴とされている。

## 沿革
- 2004年 - 国際連合教育科学文化機関（UNESCO; ユネスコ）が支援して「世界ジオパークネットワーク」が設立[3]。
- 2010年（平成22年）3月、岩手県内の太平洋沿岸13市町村の地域振興を目指し、岩手県が主導して「いわて三陸ジオパーク研究会」が発足[3]。
- 2011年（平成23年）
  - 2月2日 - 「いわて三陸ジオパーク推進協議会」（以下「岩手三ジ協」）設立[3]。事務局所在地は、岩手県宮古市五月町1−20。
  - 3月11日 - 東北地方太平洋沖地震（東日本大震災）が発生。
  - 8月25日 - 「岩手三ジ協」内に学術専門部会を設置[3]。
- 2012年（平成24年）
  - 3月9日 - 環境省に中央環境審議会が「三陸地域の自然公園等を活用した復興の考え方について」を答申[4]。
  - 5月7日 - 環境省が「三陸復興国立公園の創設を核としたグリーン復興のビジョン」を策定[4]。
  - 10月30日 - 「岩手三ジ協」加盟の岩手県内市町村に、陸中海岸国立公園にある青森県の八戸市・種市町、および、宮城県の気仙沼市を加え、「いわて三陸ジオパーク」を「三陸ジオパーク」に改称したことが発表された[5]。
- 2013年（平成25年）
  - 4月1日 - NHK連続テレビ小説「あまちゃん」が放送開始（9月28日まで）。
  - 5月24日 - 陸中海岸国立公園に青森県内の種差海岸階上岳県立公園等2地区を編入して三陸復興国立公園に改称した。
  - 9月 - 岩手県が、日本ジオパークへの認定を目指して「あまちゃん」を積極活用すべく、一般会計補正予算案の「三陸ジオパーク推進費」を増額して計上[6]。
  - 9月24日 - 「三陸ジオパーク」が日本ジオパークに認定[7]。
- 2015年（平成27年）
  - 3月31日 - 南三陸金華山国定公園が三陸復興国立公園に編入。
  - 11月17日 - 「ユネスコ世界ジオパーク」がユネスコの正式事業となった[3]。

## 主なジオサイト
日本ジオパークネットワークのウェブサイトでは、下記が「主な見どころ・おすすめジオサイト」とされている。
- 種差海岸 - 八戸市
- 久慈琥珀 - 久慈市
- 北山崎・鵜ノ巣断崖 - 田野畑村
- 龍泉洞・安家洞 - 岩泉町
- 浄土ヶ浜 - 宮古市
- 橋野鉄鉱山 - 釜石市
- 碁石海岸 - 大船渡市
- 唐桑半島 - 気仙沼市

## 構成自治体
以下の通りである。
- 青森県
  - 八戸市
  - 階上町
- 岩手県
  - 洋野町
  - 久慈市
  - 野田村
  - 普代村
  - 田野畑村
  - 岩泉町
  - 宮古市
  - 山田町
  - 大槌町
  - 釜石市
  - 住田町
  - 大船渡市
  - 陸前高田市
- 宮城県
  - 気仙沼市